# Округ Ричланд (Северна Дакота)
Округ Ричланд (енгл. Richland County) је округ у америчкој савезној држави Северна Дакота.

## Демографија
По попису из 2010. године број становника је 16.321, што је 1.677 (-9,3%) становника мање него 2000. године.
| Група             | 2000.          | 2010.          |
| Белци             | 17.337 (96,3%) | 15.351 (94,1%) |
| Афроамериканци    | 62 (0,3%)      | 110 (0,7%)     |
| Азијати           | 44 (0,2%)      | 88 (0,5%)      |
| Хиспаноамериканци | 123 (0,7%)     | 271 (1,7%)     |
| Укупно            | 17.998         | 16.321         |